# محوطه سمبا
محوطه سمبا مربوط به سده‌های اولیه دوران‌های تاریخی پس از اسلام است و در شهرستان مشهد، روستای قره قوروک سفلی واقع شده و این اثر در تاریخ ۱۹ مرداد ۱۳۸۴ با شمارهٔ ثبت ۱۲۹۴۹ به‌عنوان یکی از آثار ملی ایران به ثبت رسیده است.